# Fuego

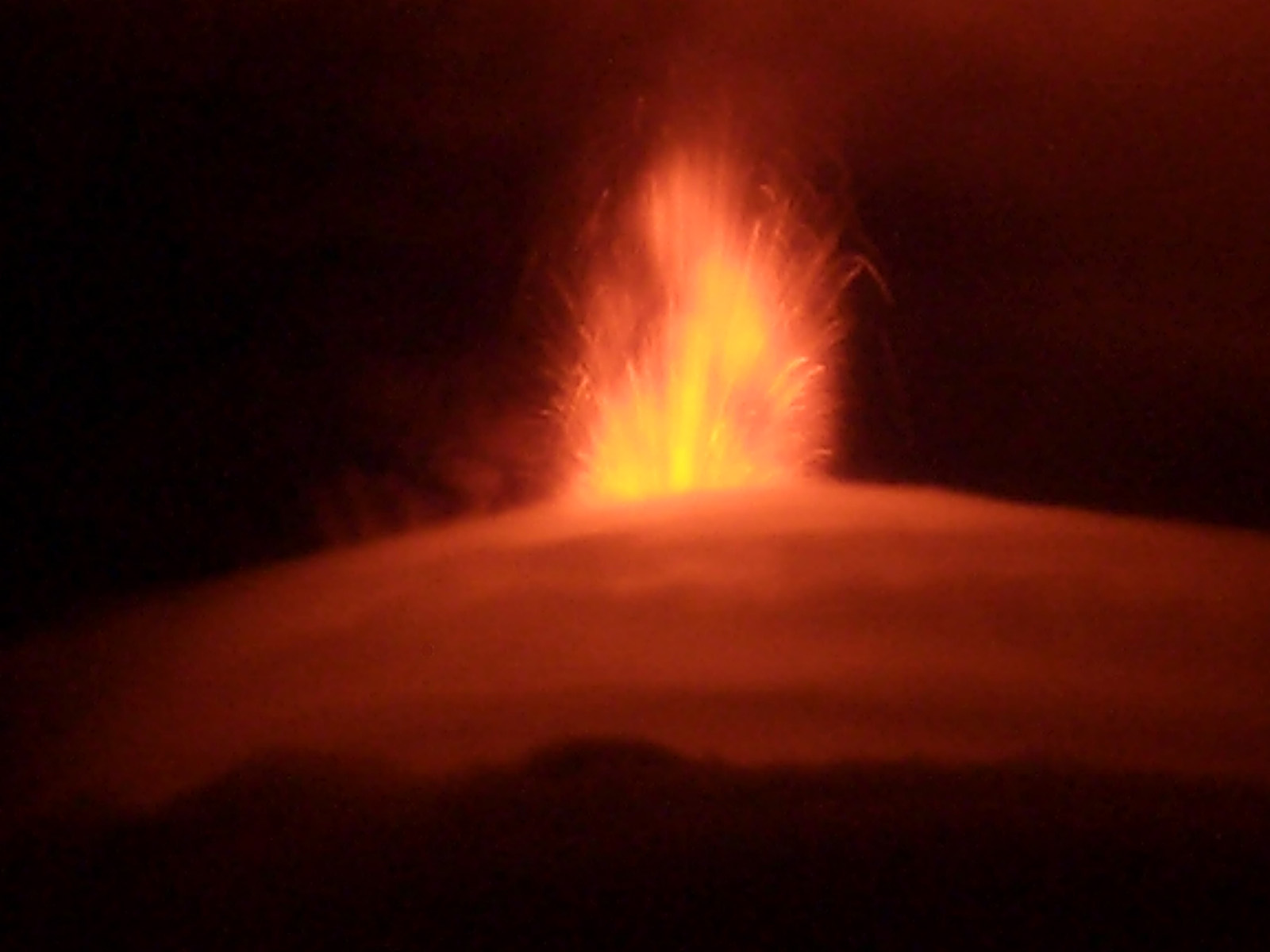
Erupce Fuega 8. srpna 2007

Fuego (španělsky Oheň) je stratovulkán, který se nachází na území Guatemaly na rozmezí departementů Sacatepéquez, Escuintla a Chimaltenango asi 16 km jihozápadním směrem od bývalého hlavního města Guatemaly Antigua Guatemala (hlavní město do roku 1776). Patří k nejaktivnějším vulkánům v Guatemale i celé střední Americe. První zaznamenaná erupce je z roku 1524, kdy ji mohl pozorovat španělský conquistador Pedro de Alvarado a jeho družina.
Fuego má velmi pravidelný tvar kužele. Úpatí sopky je do nadmořské výšky cca 1300 m n. m. porostlé vegetací, ve vyšších polohách je povrch tvořen utuhlou lávou.
Sopka je stále činná a po poslední velké erupci 3. června 2018 zahynulo nebo zůstává nezvěstných 431 lidí. Preventivní evakuace tak byla zahájena také v pondělí 7. března 2022 a po nedělní erupci 11. prosince 2022 bylo uzavřeno blízké letiště i dálnice. Při výbuchu vulkánu v pátek 5. května 2023 dosáhla mračna popela výšky 6 000 metrů a pohybovala se více než 50 kilometrů na západ a jihozápad.